# Sublevación del aeródromo de Cuatro Vientos

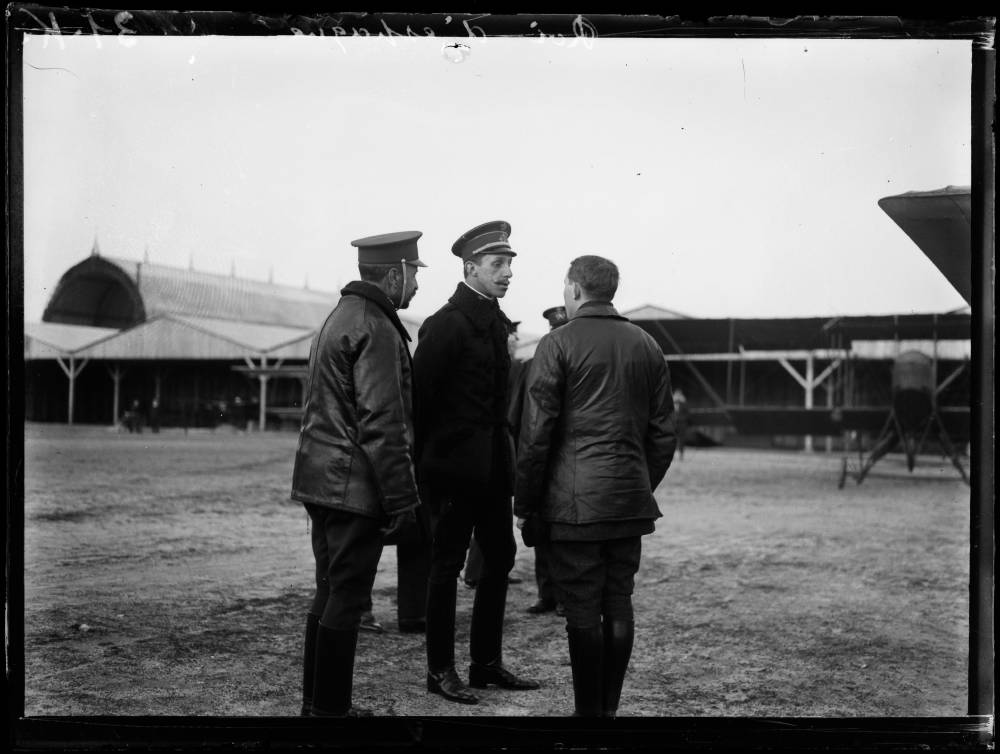
El aeródromo de Cuatro Vientos en 1908, durante una visita del rey Alfonso XIII.

La sublevación del aeródromo de Cuatro Vientos de Madrid (España) tuvo lugar el 15 de diciembre de 1930, tres días después de la fallida sublevación de Jaca y al día siguiente de que los dos capitanes que la habían encabezado, Fermín Galán y Ángel García Hernández, hubieran sido fusilados al haber sido condenados a muerte por un Consejo de Guerra sumarísimo que los había declarado culpables de un «delito consumado de rebelión militar». 
Como la sublevación de Jaca, la del aeródromo de Cuatro Vientos también fracasó, pero esta vez sus dos principales responsables, el general Queipo de Llano y el comandante de aviación Ramón Franco, no fueron capturados y lograron huir a Portugal y desde allí a Francia. Estos hechos se produjeron durante la dictablanda del general Berenguer, el último periodo del reinado de Alfonso XIII.

## Desarrollo
El “comité revolucionario” republicano-socialista formado tras la firma del Pacto de San Sebastián en agosto de 1930 fijó la fecha del lunes 15 de diciembre para llevar adelante el movimiento cívico-militar que habría de poner fin a la Monarquía de Alfonso XIII y dar paso a la Segunda República, pero los militares comprometidos de la guarnición de Jaca, encabezados por el capitán Fermín Galán, decidieron adelantar tres días la sublevación, al parecer por el temor a quedar aislados por el anuncio de una fuerte tormenta de nieve. Aunque lograron ocupar la ciudad de Jaca y proclamar allí la República, cuando dirigieron sus tropas hacia Huesca, la capital de la provincia, se toparon por el camino con las tropas leales al gobierno, produciéndose un duro enfrentamiento que provocó la huida en desbandada de las tropas sublevadas,  rindiéndose los últimos efectivos rebeldes a las diez de la mañana del sábado día 13. Al día siguiente los capitanes Fermín Galán y García Hernández fueron condenados a muerte y fusilados.
Ese mismo domingo 14 por la mañana, el "comité revolucionario", que se había declarado responsable de la sublevación el sábado 13, era detenido, ingresando en la cárcel Modelo de Madrid, entre otros, Niceto Alcalá-Zamora y Miguel Maura. Por su parte, otro de los miembros del comité, Santiago Casares Quiroga, era detenido en Jaca, a donde había viajado por orden del comité para detener la sublevación pero que como llegó muy cansado del viaje decidió irse al hotel y dejar la entrevista con el capitán Galán para la mañana siguiente. Pero para entonces la sublevación ya se había producido.

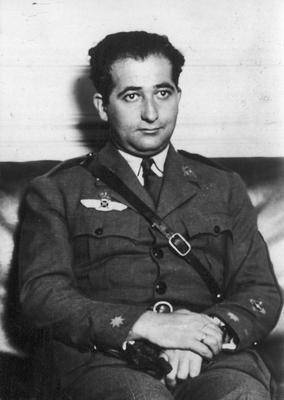
El comandante Ramón Franco, hacia 1934.

A pesar de que la sublevación de Jaca había fracasado, y sus líderes fusilados, y el “comité revolucionario” había sido detenido, el general Queipo de Llano y el comandante de aviación Ramón Franco, que era muy popular gracias a la hazaña del Plus Ultra, mantuvieron los planes para llevar a cabo el movimiento cívico-militar previsto para el lunes 15 de diciembre. Para ello tomaron el aeródromo de Cuatro Vientos, en las afueras de Madrid, y desde allí leyeron un manifiesto por radio para intentar la sublevación de la capital afirmando que la República se había proclamado. Poco después despegaron del aeródromo varios aviones cargados con octavillas llamando a la huelga y a la sublevación para lanzarlas sobre Madrid, pero cuando sobrevolaron la ciudad se dieron cuenta de que la vida seguía con normalidad: la huelga prevista no se había producido ni ninguna unidad militar se había sublevado y salido a la calle. El comandante Franco, que pilotaba uno de los aviones, pensó en bombardear el Palacio de Oriente, residencia del rey Alfonso XIII, pero no lo hizo al ver por los alrededores a mujeres y a niños.
Cuando el comandante Franco volvió al aeródromo, los conjurados decidieron dar por finalizada la sublevación y huir en avión a Portugal, y desde allí volar a Francia. El general Queipo de Llano y el comandante Ramón Franco se instalaron en París, donde se encontraban exiliados algunos políticos republicanos y nacionalistas catalanes, y allí continuaron con sus actividades conspirativas para derribar a la Monarquía y proclamar la República. Especialmente activo fue el comandante Franco, que llegó a contactar con algunas unidades militares de Seo de Urgel y con los carabineros de Puigcerdá, para llevar a cabo una nueva sublevación en el primer trimestre de 1931, pero esta no se llevó a cabo.

### Indulto y reconocimiento tras la proclamación de la República
El gobierno de la Segunda República Española no sólo indultó a los militares implicados en la sublevación, por lo que pudieron volver los que se habían exiliado, sino que a sus dos principales cabecillas los nombró para puestos destacados en el Ejército. El general Gonzalo Queipo de Llano fue nombrado jefe de la Primera División Orgánica con sede en Madrid y el comandante Ramón Franco, director general de la Aeronáutica Militar.